# Claresholm
Claresholm est une ville (town) de Willow Creek no  26, situé dans la province canadienne d'Alberta.

## Démographie
En tant que localité désignée dans le recensement de 2011, Claresholm a une population de 3 758 habitants dans 1635 de ses 1756 logements, soit une variation de 1,6 % avec la population de 2006. Avec une superficie de 9,076 4 km2, la ville possède une densité de population de 414,040 8 hab/km2 en 2011.
Concernant le recensement de 2006, Claresholm abritait 3 700 habitants dans 1579 de ses 1644 logements. Avec une superficie de 8,299 6 km2, la ville possédait une densité de population de 445,8 hab/km2 en 2006.
| 2001  | 2006  | 2011  | 2016  |
| ----- | ----- | ----- | ----- |
| 3 622 | 3 700 | 3 758 | 3 780 |

## Climat
| Mois                                  | jan.       | fév.     | mars     | avril      | mai      | juin      | jui.    | août      | sep.      | oct.     | nov.      | déc.     | année          |
| ------------------------------------- | ---------- | -------- | -------- | ---------- | -------- | --------- | ------- | --------- | --------- | -------- | --------- | -------- | -------------- |
| Température minimale moyenne (°C)     | −12,2      | −10,9    | −6,6     | −1         | 3,6      | 7,9       | 10,1    | 9,2       | 4,1       | −0,4     | −7        | −11,1    | −1,2           |
| Température moyenne (°C)              | −5,6       | −4,2     | −0,1     | 5,8        | 10,5     | 14,5      | 17,6    | 17        | 11,6      | 6,4      | −1,1      | −4,9     | 5,6            |
| Température maximale moyenne (°C)     | 1          | 2,4      | 6,4      | 12,5       | 17,5     | 21,1      | 25      | 24,7      | 19,2      | 13,1     | 4,9       | 1,3      | 12,4           |
| Record de froid (°C) date du record   | −41,1 1969 | −40 1994 | −38 2002 | −27,2 1975 | −10 1968 | −4 2000   | 0 1962  | −3 1992   | −13 2000  | −28 1991 | −37 1985  | −44 1983 | −44 24/12/1983 |
| Record de chaleur (°C) date du record | 18 1986    | 24 1992  | 25 2004  | 29 1984    | 33 1986  | 33,9 1961 | 37 2007 | 36,7 1971 | 34,4 1967 | 30 1979  | 22,2 1969 | 21 1999  | 37 23/7/2007   |
| Précipitations (mm)                   | 15,6       | 16,7     | 24,3     | 30,4       | 59,1     | 89,3      | 47,3    | 46,1      | 44,7      | 16       | 19,3      | 15,4     | 424,2          |
| dont neige (cm)                       | 15,6       | 16,1     | 20,8     | 11,7       | 4        | 0         | 0       | 0,1       | 1         | 6,8      | 17,2      | 14,9     | 108,1          |
| Nombre de jours avec précipitations   | 4,7        | 5,1      | 7        | 6,6        | 8,7      | 10,7      | 7,4     | 7,1       | 7,3       | 4,9      | 5         | 5        | 79,4           |
| Nombre de jours avec neige            | 4,7        | 5        | 6,1      | 2,7        | 0,74     | 0         | 0       | 0,04      | 0,22      | 2,2      | 4,3       | 4,8      | 30,7           |

| Diagramme climatique                                  |              |             |            |             |             |            |             |             |            |           |              |
| J                                                     | F            | M           | A          | M           | J           | J          | A           | S           | O          | N         | D            |
| 1−12,215,6                                            | 2,4−10,916,7 | 6,4−6,624,3 | 12,5−130,4 | 17,53,659,1 | 21,17,989,3 | 2510,147,3 | 24,79,246,1 | 19,24,144,7 | 13,1−0,416 | 4,9−719,3 | 1,3−11,115,4 |
| Moyennes : • Temp. maxi et mini °C • Précipitation mm |              |             |            |             |             |            |             |             |            |           |              |